# Jakub Lubbe
Jakub Lubbe (ur. 1430, zm. ok. 1500) – kronikarz gdański.
Był synem zamożnego chłopa z Lichnowych (powiat Malbork). Kształcił się w rodzinnej wsi, potem w Gdańsku, gdzie od 16. roku życia pracował u jednego z kupców. Później został wspólnikiem kupca, a w 1465, dzięki poślubieniu wdowy po kramarzu, zaczął prowadzić własny interes, handlował między innymi dewocjonaliami. Kilkakrotnie pełnił funkcję starszego cechu kramarzy (1469/1470, 1473/1474, 1478/1479, 1485/1486, 1491/1492).
W latach 1465–1489 prowadził szczegółowe zapiski, dotyczące własnych transakcji i życia cechu, a także będące kroniką rodzinną. Zapiski te stanowią cenne źródło dziejów XV-wiecznego Gdańska.